# 东北行政区 (莫斯科)

橘色部分為东北行政区所在位置

东北行政区（羅馬化：Severo-Vostochny administrativny okrug），位於俄罗斯莫斯科的行政区。东北行政区成立于1991年。面积106.7平方公里，人口1,359,508人（2010年統計）。

## 標誌

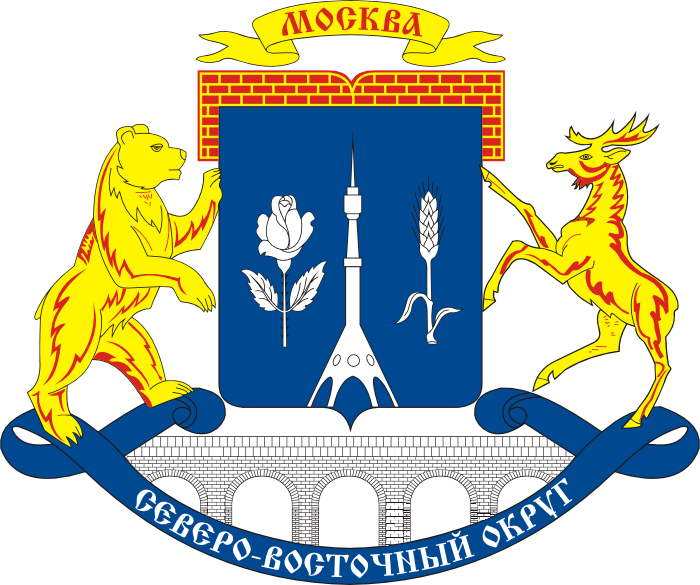
东北行政区徽章

## 行政区划
东北行政区劃分为17个区。